# 567
سنة 567 م (بالأرقام الرومانية: DLXVII) كانت سنة بسيطة تبدأ يوم السبت (الرابط يظهر نموذج الجدول الزمني الكامل للسنة) من التقويم اليولياني. بدأت تسمية السنة ب567 منذ العصور الوسطى المبكرة، عندما أصبح تقويم أنو دوميني هو الأسلوب السائد في أوروبا لتسمية السنوات.

## مواليد
- حمزة بن عبد المطلب

## وفيات
- ثيؤدوسيوس الأول (بابا الإسكندرية) بابا الإسكندرية وبطريرك الكرازة المرقسية للأقباط الأرثوذكس رقم 33
- شاربيرت الأول